# Thomas J. Sargent
Thomas John Sargent (født 19. juli 1943) er en amerikansk økonom. Han modtog sammen med Christopher Sims Nobelprisen i økonomi i 2011 for deres "empiriske forskning om årsag og virkning i makroøkonomien".  Han regnes som tilhænger af den nyklassiske skole inden for makroøkonomien og er især kendt for sine bidrag til teorien om rationelle forventninger.

## Baggrund
Thomas Sargent fik sin bachelorgrad ved University of California, Berkeley i 1964 og sin ph.d.-grad fra Harvard i 1968. Han har undervist på University of Pennsylvania (1970–1971), University of Minnesota (1971–1987), University of Chicago (1991–1998), Stanford University (1998–2002) og Princeton University (2009). Siden 2002 har han været professor ved New York University, og siden 2012 har han undervist på Seoul National University i Sydkorea. 

## Forskning
Sargent var en af de fremmeste fortalere for den omvæltning, som teorien om rationelle forventninger repræsenterede. Rationelle forventninger blev oprindelig indført i økonomien af John F. Muth. Senere førte bl.a. Robert Lucas, Jr. og Edward C. Prescott ideen videre. Sargent bidrog bl.a. til teorien ved at gøre begrebet statistisk operationelt. Han har samarbejdet og publiceret sammen med en række andre Nobelprismodtagere, således Robert Lucas og Lars Peter Hansen.